# Колодробка
Колодробка (укр. Колодрібка) — село в Залещицкой городской общине Чортковского района Тернопольской области Украины.
До 2020 года входило в Залещицкий район.
Код КОАТУУ — 6122084901. Население по переписи 2001 года составляло 1337 человек.

## Географическое положение
Село Колодробка находится на левом берегу реки Днестр,
выше по течению на расстоянии в 4 км расположено село Синьков,
ниже по течению на расстоянии в 3,5 км расположено село Пилипче,
на противоположном берегу — село Мосоровка.

## История
- 1547 год — дата основания.

## Объекты социальной сферы
- Школа I—II ст.
- Дом культуры.
- Фельдшерско-акушерский пункт.

## Достопримечательности
- Братская могила советских воинов.

## Галерея

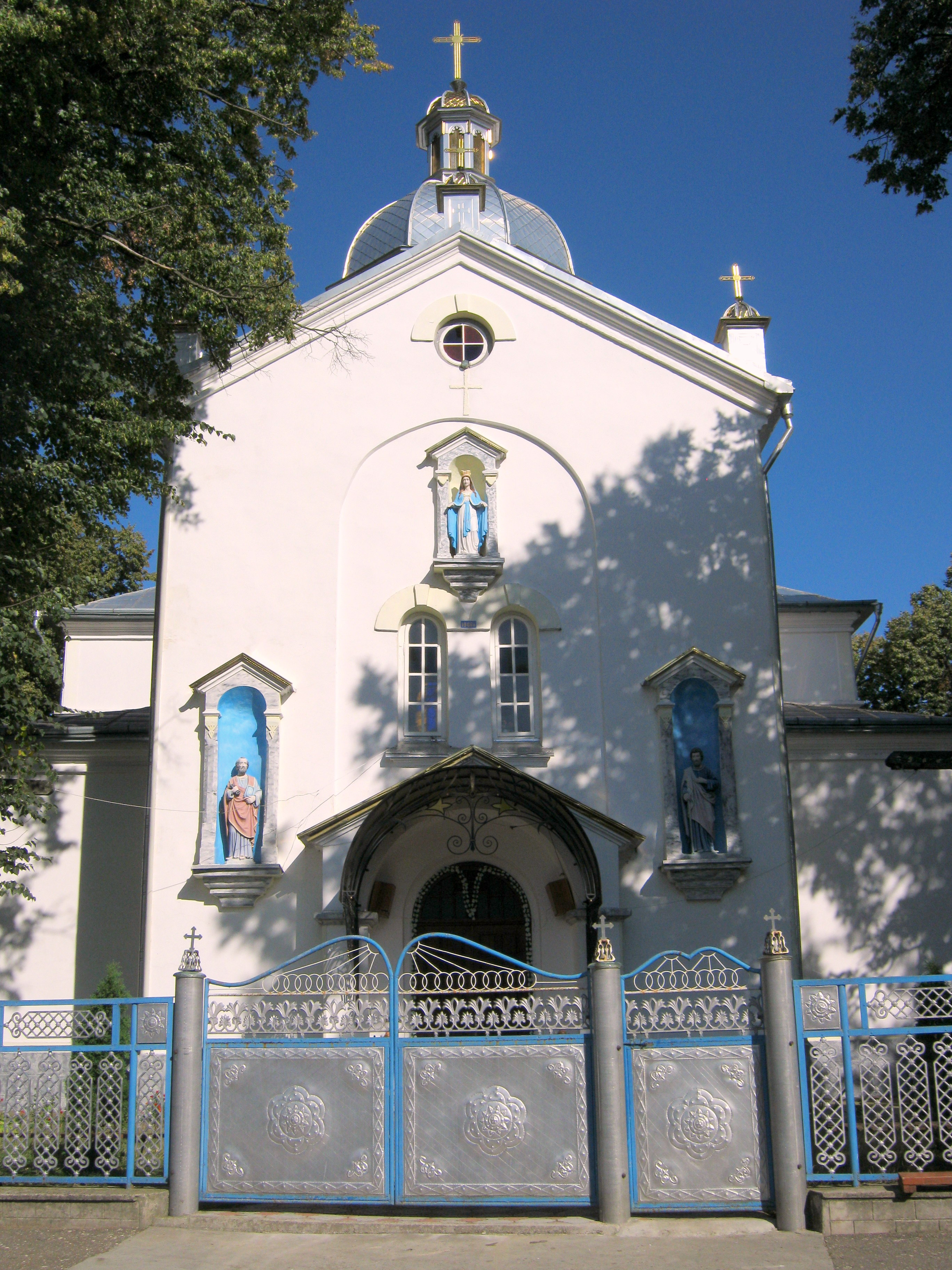
Церковь в селе
Памятник Тарасу Шевченко в Колодробке
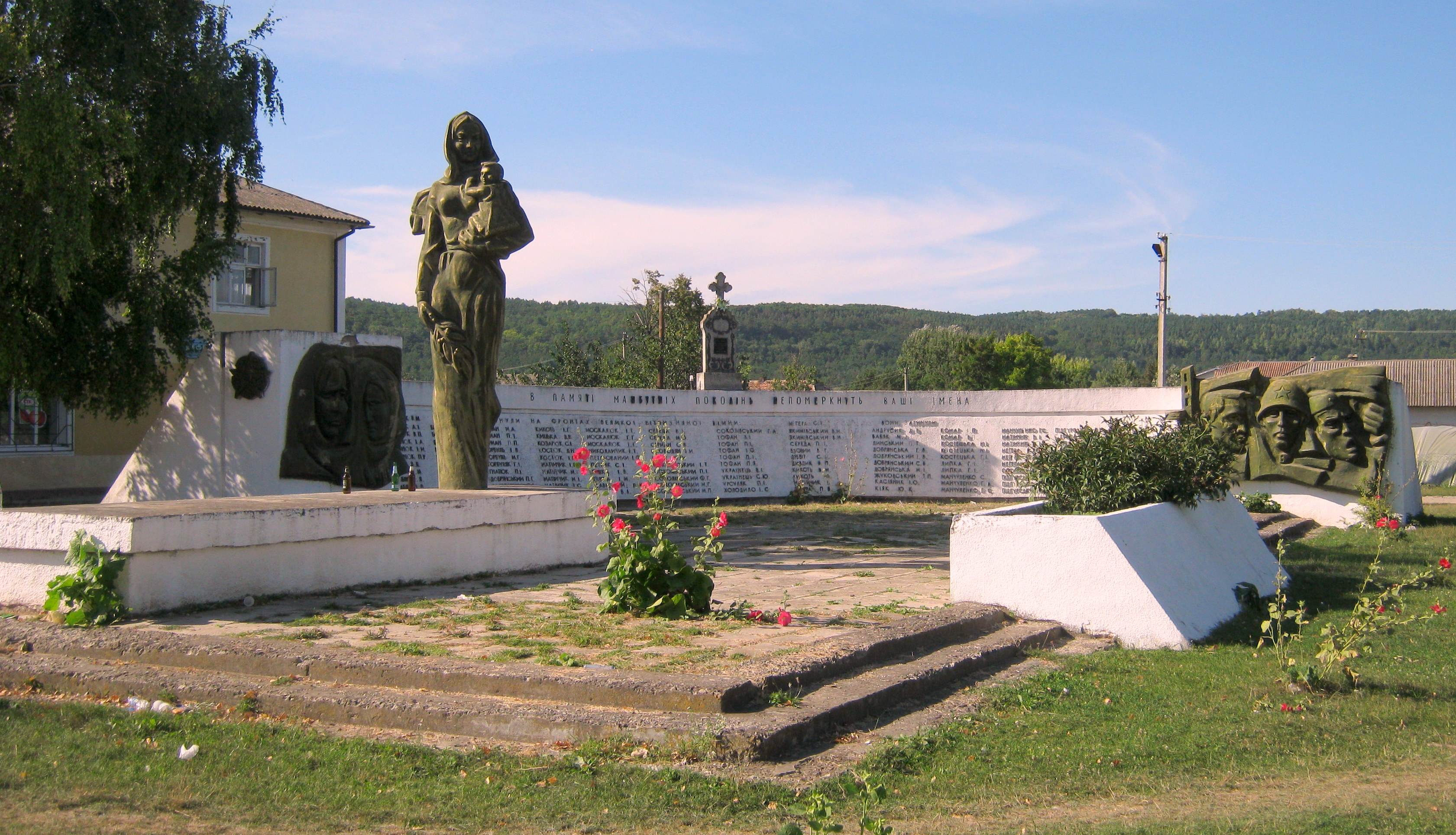
Памятник погибшим в ВОВ